# Catherina Paulin
Catherina Paulin (* 3. Februar 1985) ist eine Badmintonspielerin von den Seychellen. 

## Karriere
Catherina Paulin gewann bei den Afrikameisterschaften 2002 Bronze im Damendoppel. 2003 erkämpfte sie sich mit dem Team Rang drei bei den Afrikaspielen. Weitere Medaillen gewann sie bei den Afrikameisterschaften 2006, 2007 und 2009 sowie bei den Afrikaspielen 2007.

## Sportliche Erfolge
| Saison | Veranstaltung       | Disziplin   | Platz | Name |
| ------ | ------------------- | ----------- | ----- | --- |
| 2002   | Afrikameisterschaft | Damendoppel | 3     | Catherina Paulin / Juliette Ah-Wan                                                                                                  |
| 2003   | Afrikaspiele        | Mannschaft  | 3     | Seychellen (Cynthia Course, Juliette Ah-Wan, Catherina Paulin, Nicholas Jumaye, Steve Malcouzane, Georgie Cupidon)                  |
| 2006   | Afrikameisterschaft | Damendoppel | 2     | Juliette Ah-Wan / Catherina Paulin                                                                                                  |
| 2007   | Afrikameisterschaft | Damendoppel | 3     | Juliette Ah-Wan / Catherina Paulin                                                                                                  |
| 2007   | Afrikameisterschaft | Mannschaft  | 1     | Seychellen (Juliette Ah-Wan, Georgie Cupidon, Cynthia Course, Catherina Paulin, Shirley Etienne, Nicholas Jumaye, Steve Malcouzane) |
| 2007   | Afrikaspiele        | Dameneinzel | 3     | Catherina Paulin |
| 2009   | Afrikameisterschaft | Damendoppel | 3     | Juliette Ah-Wan / Catherina Paulin                                                                                                  |
| 2009   | Afrikameisterschaft | Dameneinzel | 3     | Catherina Paulin |